# Rhopus mymaricoides
Rhopus mymaricoides är en stekelart som först beskrevs av Compere, Subba Rao och Kaur 1960.  Rhopus mymaricoides ingår i släktet Rhopus och familjen sköldlussteklar. Inga underarter finns listade i Catalogue of Life.